# Khannfoussa

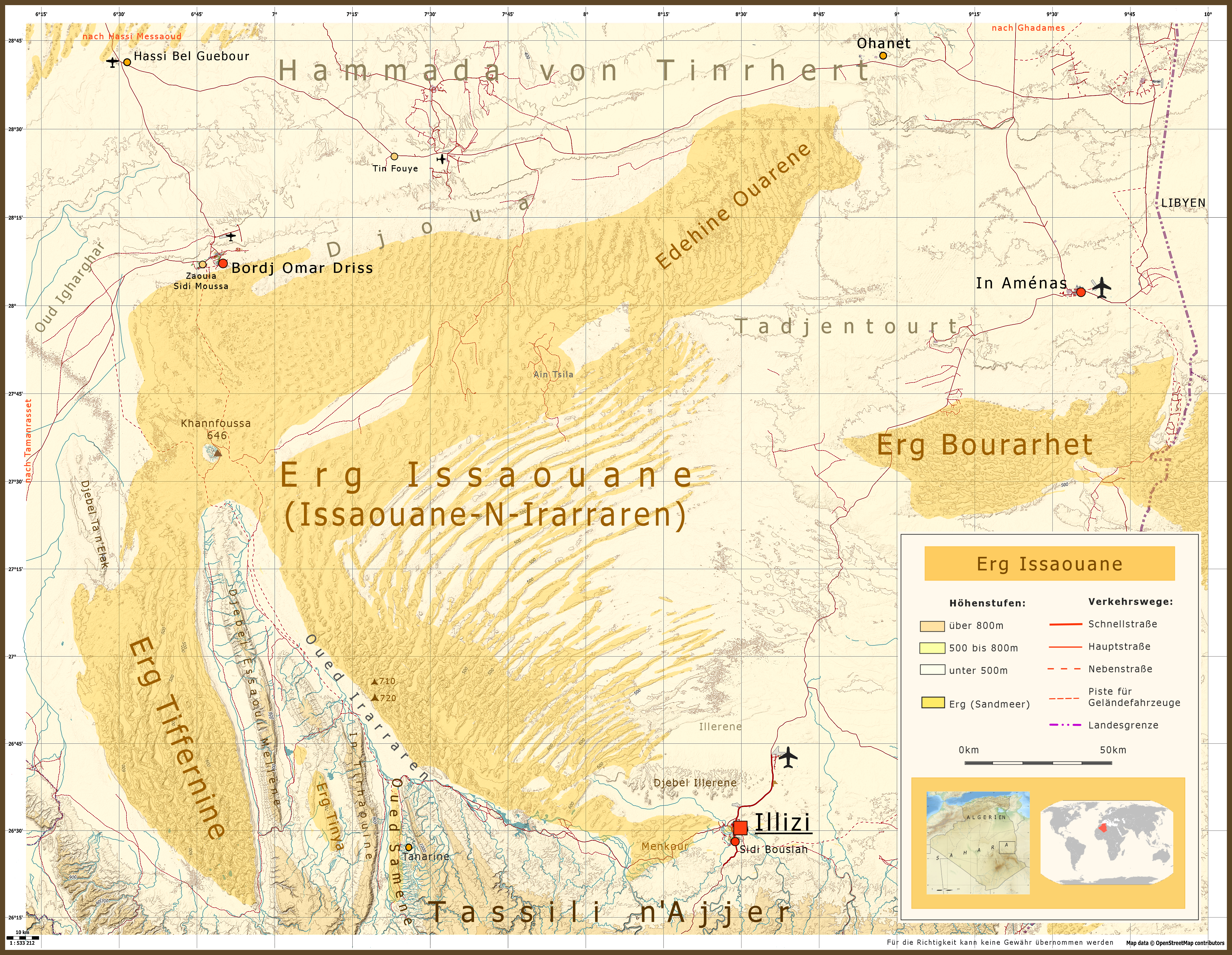
Topografische Karte des Erg Issaouane mit eingetragenem Khannfoussa

Der Khannfoussa (arabisch خنفسة; weitere Bezeichnung: Edjeleh) ist ein Berg im Erg Issaouane in Südalgerien.

## Lage und Gestein
Der 635 m hohe Hügel liegt im Gemeindegebiet von Bordj Omar Driss in der Provinz Illizi und bildet die nördliche Fortsetzung des Djebel Essaoui Mellene.
Die aus unterdevonischem Sandstein bestehende Erhebung mit einer Ausdehnung von 5 × 3 km ist hinsichtlich seiner Höhe unbedeutend. Sein Charakteristikum ist jedoch die Lage als 230 m hohe dunkle Felsaufragung inmitten der gelben Sanddünen des Erg Issaouane am schmalen Übergang zum Erg Tiffernine. Der vegetationsfreie Khannfoussa stellt somit eine Wegmarke bei der Durchquerung des Ergs dar, da er die bis zu 570 m hohen umgebenden Dünen geringfügig überragt. Der Khannfoussa ist allseits von schmalen Erosionsrinnen durchzogen, in denen die seltenen Regenwässer ablaufen und nach kurzer Fließstrecke in den umgebenden Sandflächen versickern.

## Neolithische Besiedelung
Am Hangfuß des Hügels finden sich zahlreiche Hügelgräber (zumeist Rundgräber, aber auch einige Schlüssellochgräber) als Zeugen einer neolithischen Besiedlung.